# Montecarlo (Italia)
Montecarlo es una localidad italiana de la provincia de Lucca, región de Toscana, con 4.568 habitantes.

Ubicación de la ciudad de Montecarlo dentro de la provincia de Lucca.

## Evolución demográfica
| Gráfica de evolución demográfica de Montecarlo entre 1861 y 2001 |
|                                                                  |
| Fuente ISTAT - Elaboración gráfica por parte de Wikipedia        |